# (810401) 2020 OF139
(810401) 2020 OF139 est un centaure découvert en 2020, mais retrouvé sur des observations de 2011. Il a une magnitude absolue (H) de 10,34 et un diamètre estimé à 47 km.

## Caractéristiques physiques
(810401) 2020 OF139 est sur une orbite allant au-delà de Neptune.